# Uczniowie pana Lindego
Uczniowie pana Lindego – powieść Marii Ziółkowskiej z 1966. Jest to powieść biograficzna przeznaczona przede wszystkim dla młodych czytelników, przedstawiająca życie twórcy pierwszego słownika języka polskiego Samuela Lindego. Ważnym elementem fabuły jest także młodość Zygmunta Krasińskiego.